# پاریگینو
پاریگینو (به لاتین: Parygino) یک منطقهٔ مسکونی در روسیه است که در استان آستراخان واقع شده‌است.